# Steve Alker
Steve Alker (14 februari 1964) is een dartsspeler uit Wales. 
Alker deed mee aan het World Professional Darts Championship 2001, maar verloor in de eerste ronde van Matt Clark uit Engeland met 0-3. In 2005 stapte Alker over naar de PDC. Alker deed mee aan het PDC World Darts Championship 2006. In de eerste ronde won hij van Alan Caves uit Engeland met 3-1. In de tweede ronde won Alker van Denis Ovens uit Engeland met 4-1. In de derde ronde verloor hij van Wayne Jones uit Engeland met 1–4. In 2007 keerde Alker terug naar de BDO.

## Resultaten op wereldkampioenschappen

### BDO
- 2001: Laatste 32 (verloren van Matt Clark 0-3)

### PDC
- 2006: Laatste 16 (verloren van Wayne Jones 1–4)